# Kuivasaari (ö i Södra Savolax, S:t Michel, lat 61,44, long 27,50)
Kuivasaari är en ö i Finland. Den ligger i sjön Saimen och i kommunen Sankt Michel i den ekonomiska regionen  S:t Michel och landskapet Södra Savolax, i den södra delen av landet, 200 km nordost om huvudstaden Helsingfors. Öns area är 8 hektar och dess största längd är 0,6 kilometer i öst-västlig riktning.